# Assinatura infravermelha
Assinatura infravermelha, também conhecida como assinatura de calor, usada por cientistas de defesa e militares, é a aparência de objetos para sensores infravermelhos. Uma assinatura infravermelha depende de muitos fatores, incluindo a forma e tamanho do objeto, temperatura e emissividade, reflexão de fontes externas (brilho da terra, luz do sol, luz do céu) da superfície do objeto, o fundo contra que é visto e a banda de onda do sensor de detecção. Como tal, não existe uma definição abrangente de assinatura infravermelha nem qualquer meio trivial de medi-la. Por exemplo, a assinatura infravermelha de um caminhão vista em um campo variará significativamente com a mudança do clima, hora do dia e carga do motor.
Dois exemplos bastante bem-sucedidos de definição da assinatura infravermelha de um objeto são a diferença de temperatura aparente no sensor e as definições de intensidade radiante de contraste (IRC).

## Furtividade infravermelha
A furtividade infravermelha é uma área da tecnologia furtiva destinada a reduzir as assinaturas infravermelhas. Isso reduz a suscetibilidade de uma plataforma a armas guiadas por infravermelho e sensores de vigilância por infravermelho, e, assim, aumenta a capacidade de sobrevivência geral da plataforma. A furtividade infravermelha é particularmente aplicável a jatos militares por causa dos motores detectáveis e plumas de aeronaves não furtivas, mas também se aplica a helicópteros militares, navios de guerra, veículos terrestres e soldados desmontados.
Um objetivo militar no estudo de assinaturas infravermelhas é entender a provável assinatura infravermelha de ameaças (e desenvolver o equipamento necessário para detectá-las) e reduzir a assinatura infravermelha de seus próprios ativos a sensores de ameaças. Na prática, isso pode significar equipar um navio de guerra com sensores para detectar as plumas de exaustão dos mísseis anti-navio que chegam, além de ter uma assinatura infravermelha abaixo do limite de detecção do sensor infravermelho que guia o míssil.
Uma pluma de exaustão contribui com uma assinatura infravermelha significativa. Um meio de reduzir a assinatura é ter um tubo de escape não circular (forma de fenda) para minimizar o volume da seção transversal do escapamento e maximizar a mistura do escapamento quente com o ar ambiente frio (ver Lockheed F-117 Nighthawk). Muitas vezes, o ar frio é deliberadamente injetado no fluxo de exaustão para aumentar esse processo (ver Ryan AQM-91 Firefly e Northrop Grumman B-2 Spirit). Às vezes, a exaustão do jato é ventilada acima da superfície da asa para protegê-la dos observadores abaixo, como no Lockheed F-117 Nighthawk e no Fairchild Republic A-10 Thunderbolt II. Para alcançar a furtividade infravermelha, o gás de exaustão é resfriado às temperaturas em que os comprimentos de onda mais brilhantes que irradia são absorvidos pelo dióxido de carbono atmosférico e vapor de água, reduzindo drasticamente a visibilidade infravermelha da pluma de exaustão.
O combate terrestre inclui o uso de sensores infravermelhos ativos e passivos e, portanto, o documento de requisitos uniformes de combate terrestre do Corpo de Fuzileiros Navais dos Estados Unidos especifica os padrões de qualidade refletivos infravermelhos.